# بورسيرة رفيعة الأوراق
بورسيرة رفيعة الأوراق (الاسم العلمي:Bursera stenophylla) هي نوع من النباتات تتبع جنس البورسيرة من الفصيلة البخورية.